# Stylocoeniella muscosus
Espèce
Statut de conservation UICN

 DD  : Données insuffisantes
Stylocoeniella muscosus est une espèce de coraux appartenant à la famille des Astrocoeniidae.